# Hanseniella indecisa
Hanseniella indecisa är en mångfotingart som först beskrevs av Carl Graf Attems 1911.  Hanseniella indecisa ingår i släktet syddvärgfotingar, och familjen snabbdvärgfotingar. Inga underarter finns listade i Catalogue of Life.